# Rheinschwan
Die RheinSchwan ist eine Personenfähre der Weisbarth Schifffahrt OHG. Sie verbindet das linke mit dem rechten Rheinufer zwischen Wesseling und Niederkassel-Lülsdorf und löste die vormalige Fähre mit dem Namen Marienfels ab.

## Geschichte und Einsatz
Das Schiff wurde von der Lux-Werft in Mondorf gebaut und lief Ende September 2017 vom Stapel. Am 14. Oktober 2017 wurde die Fähre getauft. Am selben Tag absolvierte sie ihre Jungfernfahrt und ist seitdem im regelmäßigen Einsatz. Auf Höhe des Rheinkilometers 669 wird derzeit noch die Strecke zwischen dem linksrheinischen Anleger in Wesseling unterhalb des Rheinparks auf Höhe der Germanusstraße und der rechtsrheinischen Anlegestelle in Lülsdorf auf Höhe der Uferstraße/Schneppenweg gefahren. Geplant ist eine Verkürzung der Strecke; hierzu muss jedoch noch eine neue Anlegestelle in Niederkassel errichtet werden.
Die Vorgängerin der RheinSchwan wurde über Ebay Kleinanzeigen zum Kauf angeboten.

## Konstruktion
Die RheinSchwan ist mit 26,60 Metern Länge und 6,40 Metern Breite erheblich größer als das Vorgängerschiff. Sie ist für 100 Personen zugelassen. Der Antrieb erfolgt mit zwei Schottel-Ruder-Propellern vom Typ SRP 50 mit vierflügeligen Schrauben. Das Passagierdeck ist als Cabriodeck mit einer zusammenschiebbaren, durchsichtigen Überdachung versehen. Bei gutem Wetter sitzen die Passagiere im Freien.